# Espace topologique fini
 (juin 2024).
En mathématiques, un espace topologique fini est un espace topologique dont l'ensemble de points sous-jacent est fini. Autrement dit, il s'agit d'un espace topologique qui n'a qu'un nombre fini d'éléments.
Les espaces topologiques finis sont en particulier utilisés pour fournir des exemples de phénomènes intéressants ou des contre-exemples à des conjectures plausibles. William Thurston a qualifié l'étude des topologies finies dans ce sens de « sujet étrange qui peut donner une bonne intuition pour de nombreuses questions variées ».

## Topologies sur un ensemble fini
Soit {\displaystyle X} un ensemble fini. Une topologie sur {\displaystyle X} est un sous-ensemble {\displaystyle \tau } de {\displaystyle P(X)}, l'ensemble des parties de {\displaystyle X}, tel que
1. {\displaystyle \varnothing \in \tau } et {\displaystyle X\in \tau } ;
2. si {\displaystyle U,V\in \tau } alors {\displaystyle U\cup V\in \tau } ;
3. si {\displaystyle U,V\in \tau } alors {\displaystyle U\cap V\in \tau }.

Autrement dit, un sous-ensemble {\displaystyle \tau } de {\displaystyle P(X)} est une topologie si {\displaystyle \tau } contient l'ensemble vide et l'espace entier et est stable par réunions et intersections arbitraires. Les éléments de {\displaystyle \tau } sont appelés ensembles ouverts. En général, dans un espace topologique quelconque, on demande la stabilité de {\displaystyle \tau } par réunion arbitraire et seulement par intersection finie ; dans le cas d'un ensemble fini, la distinction n'a pas lieu d'être puisqu'il n'y a qu'un nombre fini de parties possibles.
Une topologie sur un ensemble fini peut également être définie comme la donnée d'un sous-treillis de {\displaystyle (P(X),\,\subset )} qui contient à la fois l'élément minimal {\displaystyle \varnothing } et l'élément maximal {\displaystyle X}.

## Exemples

### 0 ou 1 point
Il existe une unique topologie sur l'ensemble vide ∅, dont le seul ouvert est l'ensemble vide. En effet, c'est la seule partie de ∅.
De même, il existe une unique topologie sur un singleton {a}, dont les ensembles ouverts sont ∅ et {a}. Cette topologie est à la fois discrète et triviale, même si, le plus souvent, il est plus naturel de considérer un singleton comme un espace discret en ce qu'il partage davantage de propriétés avec la famille des espaces discrets finis.
Pour tout espace topologique X, il existe une unique fonction continue de ∅ à X, à savoir la fonction vide. Il existe également une unique fonction continue de X vers l'espace singleton {a}, à savoir la fonction constante égale à a. En termes catégoriques, l'espace vide est un objet initial de la catégorie des espaces topologiques tandis que l'espace singleton en est un objet terminal.

### 2 points
Soit X = {a, b} un ensemble à deux éléments. Il existe quatre topologies sur X :
1. {∅, {a, b}} (la topologie triviale) ;
2. {∅, {a}, {a, b}} ;
3. {∅, {b}, {a, b}} ;
4. {∅, {a}, {b}, {a, b}} (la topologie discrète).

On voit facilement que les deuxième et la troisième topologies ci-dessus sont homéomorphes. En effet, la fonction de X vers lui-même qui permute a et b est un homéomorphisme. Un espace topologique homéomorphe à l'un de ces deux est appelé espace de Sierpiński. Il n'y a donc que trois topologies non équivalentes sur une paire : la topologie triviale, la topologie discrète et la topologie de Sierpiński.
Le préordre de spécialisation sur l'espace de Sierpiński {a, b} avec {b} ouvert est donné par : a ≤ a, b ≤ b et a ≤ b.

### 3 points
Soit X = {a, b, c} un ensemble à trois éléments. Il existe 29 topologies sur X mais seulement 9 topologies à homéomorphisme près :
1. {∅, {a, b, c}} ;
2. {∅, {c}, {a, b, c}} ;
3. {∅, {a, b}, {a, b, c}} ;
4. {∅, {c}, {a, b}, {a, b, c}} ;
5. {∅, {c}, {b, c}, {a, b, c}} (T0) ;
6. {∅, {c}, {a, c}, {b, c}, {a, b, c}} (T0) ;
7. {∅, {a}, {b}, {a, b}, {a, b, c}} (T0) ;
8. {∅, {b}, {c}, {a, b}, {b, c}, {a, b, c}} (T0) ;
9. {∅, {a}, {b}, {c}, {a, b}, {a, c}, {b, c}, {a, b, c}} (T0).

Les cinq dernières topologies sont toutes T0. La première est triviale. Dans les topologies 2, 3 et 4, les points a et b sont topologiquement indiscernables.

### 4 points
Soit X = {a, b, c, d} un ensemble à quatre éléments. Il existe 355 topologies sur X mais seulement 33 topologies à homéomorphisme près :
1. {∅, {a, b, c, d}} ;
2. {∅, {a, b, c}, {a, b, c, d}} ;
3. {∅, {a}, {a, b, c, d}} ;
4. {∅, {a}, {a, b, c}, {a, b, c, d}} ;
5. {∅, {a, b}, {a, b, c, d}} ;
6. {∅, {a, b}, {a, b, c}, {a, b, c, d}} ;
7. {∅, {a}, {a, b}, {a, b, c, d}} ;
8. {∅, {a}, {b}, {a, b}, {a, b, c, d}} ;
9. {∅, {a, b, c}, {d}, {a, b, c, d}} ;
10. {∅, {a}, {a, b, c}, {a, d}, {a, b, c, d}} ;
11. {∅, {a}, {a, b, c}, {d}, {a, d}, {a, b, c, d}} ;
12. {∅, {a}, {b, c}, {a, b, c}, {a, d}, {a, b, c, d}} ;
13. {∅, {a, b}, {a, b, c}, {a, b, d}, {a, b, c, d}} ;
14. {∅, {a, b}, {c}, {a, b, c}, {a, b, c, d}} ;
15. {∅, {a, b}, {c}, {a, b, c}, {a, b, d}, {a, b, c, d}} ;
16. {∅, {a, b}, {c}, {a, b, c}, {d}, {a, b, d}, {c, d}, {a, b, c, d}} ;
17. {∅, {b, c}, {a, d}, {a, b, c, d}} ;
18. {∅, {a}, {a, b}, {a, b, c}, {a, b, d}, {a, b, c, d}} (T0) ;
19. {∅, {a}, {a, b}, {a, c}, {a, b, c}, {a, b, c, d}} (T0) ;
20. {∅, {a}, {b}, {a, b}, {a, c}, {a, b, c}, {a, b, c, d}} (T0) ;
21. {∅, {a}, {a, b}, {a, b, c}, {a, b, c, d}} (T0) ;
22. {∅, {a}, {b}, {a, b}, {a, b, c}, {a, b, c, d}} (T0) ;
23. {∅, {a}, {a, b}, {c}, {a, c}, {a, b, c}, {a, b, d}, {a, b, c, d}} (T0) ;
24. {∅, {a}, {a, b}, {a, c}, {a, b, c}, {a, b, d}, {a, b, c, d}} (T0) ;
25. {∅, {a}, {b}, {a, b}, {a, b, c}, {a, b, d}, {a, b, c, d}} (T0) ;
26. {∅, {a}, {b}, {a, b}, {a, c}, {a, b, c}, {a, b, d}, {a, b, c, d}} (T0) ;
27. {∅, {a}, {b}, {a, b}, {b, c}, {a, b, c}, {a, d}, {a, b, d}, {a, b, c, d}} (T0) ;
28. {∅, {a}, {a, b}, {a, c}, {a, b, c}, {a, d}, {a, b, d}, {a, c, d}, {a, b, c, d}} (T0) ;
29. {∅, {a}, {b}, {a, b}, {a, c}, {a, b, c}, {a, d}, {a, b, d}, {a, c, d}, {a, b, c, d}} (T0) ;
30. {∅, {a}, {b}, {a, b}, {c}, {a, c}, {b, c}, {a, b, c}, {a, b, d}, {a, b, c, d}} (T0) ;
31. {∅, {a}, {b}, {a, b}, {c}, {a, c}, {b, c}, {a, b, c}, {a, d}, {a, b, d}, {a, c, d}, {a, b, c, d}} (T0) ;
32. {∅, {a}, {b}, {a, b}, {c}, {a, c}, {b, c}, {a, b, c}, {a, b, c, d}} (T0) ;
33. {∅, {a}, {b}, {a, b}, {c}, {a, c}, {b, c}, {a, b, c}, {d}, {a, d}, {b, d}, {a, b, d}, {c, d}, {a, c, d}, {b, c, d}, {a, b, c, d}} (T0).

Les seize dernières sont toutes T0.

## Propriétés

### Préordre de spécialisation
Les topologies sur un ensemble fini X sont en bijection avec les préordres sur X. Rappelons qu'un préordre sur X est une relation binaire sur X qui est réflexive et transitive.
Étant donné un espace topologique X (fini ou pas), on peut définir un préordre sur X par
x ≤ y si x ∈ cl{y},
où cl{y} désigne l'adhérence du singleton {y}. Ce préordre est appelé préordre de spécialisation sur X. Tout ouvert U de X est une section commençante de ≤ (c'est-à-dire que si x ∈ U et x ≤ y alors y ∈ U ). Lorsque X est fini, la réciproque est également vraie : toute section commençante est ouverte dans X. Cela signifie que pour les espaces finis, la topologie sur X est déterminée de façon unique par le préordre ≤.
Dans l'autre sens, soit (X, ≤) un ensemble préordonné. On définit une topologie τ sur X en prenant pour ouverts les sections commençantes de ≤. Alors la relation ≤ est le préordre de spécialisation de (X, τ). La topologie ainsi définie est appelée topologie d'Alexandroff déterminée par ≤.
L'équivalence entre préordres et topologies finies peut être interprétée comme une version du théorème de représentation de Birkhoff (en), qui établit une correspondance entre les treillis distributifs finis (le treillis des ouverts de la topologie) et les ordres partiels (l'ordre partiel induit par le préordre sur les classes d'équivalence du préordre). Cette correspondance fonctionne également pour une classe plus large d'espaces appelés espaces finiment engendrés. Les espaces finiment engendrés peuvent être caractérisés comme les espaces dans lesquels une intersection arbitraire d'ensembles ouverts est ouverte. Les espaces topologiques finis en sont une classe particulière.

### Compacité et dénombrabilité
Tout espace topologique fini est compact puisque tout recouvrement ouvert est déjà fini. De fait, les espaces compacts sont souvent considérés comme une généralisation des espaces finis car ils partagent bon nombre de leurs propriétés.
Tout espace topologique fini est trivialement à base dénombrable (il n'y a qu'un nombre fini d'ensembles ouverts) et séparable (puisque l'espace lui-même est dénombrable).

### Axiomes de séparation
Si un espace topologique fini est T1 (en particulier si c'est un espace de Hausdorff), alors c'est en fait un espace discret. En effet, le complémentaire d'un singleton est une réunion finie de singletons fermés et c'est donc fermé. Il s'ensuit que chaque point doit être ouvert.
Par conséquent, un espace topologique fini qui n'est pas discret ne peut être ni T1, ni de Hausdorff, ni quoi que ce soit de plus fort.
Cependant, il est possible qu'un espace fini non discret soit T0. En général, deux points x et y sont topologiquement indiscernables si et seulement si x ≤ y et y ≤ x, où ≤ est le préordre de spécialisation sur X. Par suite, un espace X est T0 si et seulement si le préordre de spécialisation ≤ sur X est un ordre partiel. Il existe de nombreux préordres partiels sur un ensemble fini : chacun définit une topologie T0 unique.
De même, un espace est R0 si et seulement si le préordre de spécialisation est une relation d'équivalence. Étant donné une relation d'équivalence quelconque sur un ensemble fini X, la topologie associée est la topologie de partition sur X, dont les ouverts sont les classes d'équivalence – ce sont les classes de points topologiquement indiscernables. Puisqu'une topologie de partition est pseudométrisable, un espace fini est R0 si et seulement s'il est complètement régulier.
Les espaces finis non discrets peuvent également être normaux. La topologie des points exclus sur un ensemble fini définit un espace T0 complètement normal qui n'est pas discret.

### Connexité
La connexité dans un espace fini X se comprend mieux en considérant le préordre de spécialisation ≤ sur X. On peut associer à tout ensemble préordonné X un graphe orienté Γ en prenant les points de X comme sommets et en mettant une arête x → y chaque fois que x ≤ y. La connexité d'un espace fini X peut être comprise en considérant la connexité du graphe associé Γ.
Dans un espace topologique, si x ≤ y alors il existe un chemin de x à y. Il suffit de poser f(0) = x et f(t) = y pour t > 0. On vérifie facilement que f est continue, de sorte que les composantes connexes par arcs d'un espace topologique fini sont exactement les composantes (faiblement) connexes du graphe associé Γ. Autrement dit, il existe un chemin de x à y dans l'espace topologique si et seulement s'il existe un chemin non orienté entre les sommets correspondants de Γ.
Tout espace fini est localement connexe par arcs puisque l'ensemble
{\displaystyle \mathop {\uparrow } x=\{y\in X:x\leq y\}}
est un voisinage ouvert de x connexe par arcs qui est contenu dans tous les autres voisinages. En d'autres termes, cet ensemble unique forme une base de voisinages en x.
Ainsi, un espace fini est connexe si et seulement s'il est connexe par arcs. Les composantes connexes sont précisément les composantes connexes par arcs. Chacune de ces composantes est à la fois fermé et ouvert dans X.
Les espaces finis peuvent avoir des propriétés de connexité plus fortes. Un espace fini X est :
- hyperconnexe si et seulement s'il y a un élément maximal pour le préordre de spécialisation : il s'agit d'un élément dont la fermeture est tout l'espace X ;
- ultraconnexe (en) si et seulement s'il y a un élément minimal pour le préordre de spécialisation, c'est-à-dire un élément dont le seul voisinage est l'espace X entier.

Par exemple, la topologie à point particulier (en) sur un espace fini est hyperconnexe tandis que la topologie à point exclu (en) est ultraconnexe. L'espace Sierpiński est les deux.

### Structure supplémentaire
Un espace topologique fini est pseudométrisable si et seulement s'il est R0. Dans ce cas, une pseudométrique possible est donnée par :
{\displaystyle d(x,y)={\begin{cases}0&x\equiv y\\1&x\not \equiv y\end{cases}}}
où x ≡ y signifie que x et y sont topologiquement indiscernables. Un espace topologique fini est métrisable si et seulement s'il est discret.
De même, un espace topologique est uniformisable si et seulement s'il est R0. La structure uniforme est induite par la pseudométrique ci-dessus.

### Topologie algébrique
Il apparaîtra peut-être surprenant qu'il existe des espaces topologiques finis avec un groupe fondamental non trivial. Un exemple simple est le pseudocercle (en), qui est un espace X avec quatre points, dont deux ouverts et deux fermés. Il existe une application continue du cercle unité S1 vers X qui est une équivalence d'homotopie faible (en), c'est-à-dire qu'elle induit un isomorphisme des groupes d'homotopie. On en déduit que le groupe fondamental du pseudocercle est monogène infini.
Plus généralement, il a été montré que pour tout complexe simplicial abstrait fini K, il existe un espace topologique fini XK et une équivalence d'homotopie faible f : |K| → XK où |K| est la réalisation géométrique de K. Il en résulte que les groupes d'homotopie de |K| et XK sont isomorphes. En fait, l'ensemble sous-jacent de XK peut être considéré comme K lui-même, avec la topologie associée à l'ordre partiel d'inclusion.

## Nombre de topologies sur un ensemble fini
Comme indiqué ci-dessus, les topologies sur un ensemble fini sont en bijection avec les préordres sur l'ensemble, et les topologies T0 sont en bijection avec les ordres partiels. Par conséquent, le nombre de topologies sur un ensemble fini est égal au nombre de préordres et le nombre de topologies T0 est égal au nombre d'ordres partiels.
La table ci-dessous donne le nombre de topologies (T0) sur un ensemble à n éléments pour les petites valeurs de n. Il répertorie également le nombre de topologies non homéomorphes.
| n    | Topologies distinctes | Topologies T0 distinctes | Topologies non homéomorphes | Topologies T0 non homéomorphes |
| ---- | --------------------- | ------------------------ | --------------------------- | ------------------------------ |
| 0    | 1                     | 1                        | 1                           | 1                              |
| 1    | 1                     | 1                        | 1                           | 1                              |
| 2    | 4                     | 3                        | 3                           | 2                              |
| 3    | 29                    | 19                       | 9                           | 5                              |
| 4    | 355                   | 219                      | 33                          | 16                             |
| 5    | 6942                  | 4231                     | 139                         | 63                             |
| 6    | 209527                | 130023                   | 718                         | 318                            |
| 7    | 9535241               | 6129859                  | 4535                        | 2045                           |
| 8    | 642779354             | 431723379                | 35979                       | 16999                          |
| 9    | 63260289423           | 44511042511              | 363083                      | 183231                         |
| 10   | 8977053873043         | 6611065248783            | 4717687                     | 2567284                        |
| OEIS | A000798               | A001035                  | A001930                     | A000112                        |

Soit T(n) le nombre de topologies sur un ensemble à n points. Il n'existe pas de formule simple connue pour calculer T(n) pour n arbitraire. L'Encyclopédie en ligne des suites d'entiers donne actuellement T(n) pour n ≤ 18.
Le nombre de topologies T0 sur un ensemble à n points, noté T0(n), est lié à T(n) par la formule
{\displaystyle T(n)=\sum _{k=0}^{n}S(n,k)\,T_{0}(k)}
où S(n, k) désigne le nombre de Stirling de deuxième espèce.